# Centro de Inteligência da Marinha
O Centro de Inteligência da Marinha (CIM), antigo Centro de Informações da Marinha (Cenimar), é um órgão de assessoramento do Comando da Marinha do Brasil e órgão central de seu Sistema de Inteligência (SIMAR). Suas responsabilidades são a supervisão técnica da atividade de inteligência na Marinha, o monitoramento do pessoal, a contrainteligência e o lobby da Marinha nas Comissões de Orçamento do Legislativo.
Mais antigo serviço de inteligência nas Forças Armadas, surgiu como o Serviço Secreto da Marinha (SSM) em 1947, depois reorganizado como o Serviço de Informações da Marinha (SIM), em 1955, e Centro de Informações da Marinha (Cenimar), em 1957. O Cenimar era inicialmente subordinado ao Estado-Maior da Armada e organizado com um diretor (capitão de mar e guerra), um vice-diretor e divisões de Busca, Registro e Seleção e Serviços Gerais. Nos primeiros anos, seus interesses eram exclusivos à Marinha, como a diplomacia, as fronteiras marítimas e a própria corporação.
Após a Revolta dos Sargentos de 1963, o Cenimar monitorou de perto a Associação dos Marinheiros e Fuzileiros Navais do Brasil, a entidade que protagonizou a Revolta dos Marinheiros de 1964. Imediatamente após o golpe de Estado de 1964, oficiais do Cenimar perseguiram e prenderam marinheiros ligados à Associação. Em 18 de setembro de 1964 o jornalista Márcio Moreira Alves denunciou no Correio da Manhã que o Cenimar era um dos centros de tortura na Guanabara, publicando cartas de presos alegando terem sofrido torturas de oficiais da Marinha nas dependências do Centro. Naquele momento o general Ernesto Geisel presidia uma investigação sobre tortura em unidades militares, ordenada pelo presidente Castelo Branco com base nas denúncias do Correio. Em resposta, a Marinha negou a existência de tortura no Cenimar e pediu ao Ministro da Justiça Milton Campos que processasse o Correio.
Nos primeiros anos da ditadura militar subsequente, a organização permaneceu focada em assuntos internos, transferindo suas atenções à chamada subversão devido ao crescimento da luta armada de esquerda no final dos anos 60. Em 1971 o órgão foi reorganizado, passando à subordinação do Ministério da Marinha, para o qual, além de coletar informações, poderia realizar operações especiais. O diretor passou a ser um oficial-general, e funcionários civis foram admitidos ao quadro de pessoal. A produção de informações foi centralizada no órgão, em detrimento das 2.ª Seções, que informavam o Estado-Maior da Armada. O maior crescimento do órgão foi no governo Médici (1969–1974).

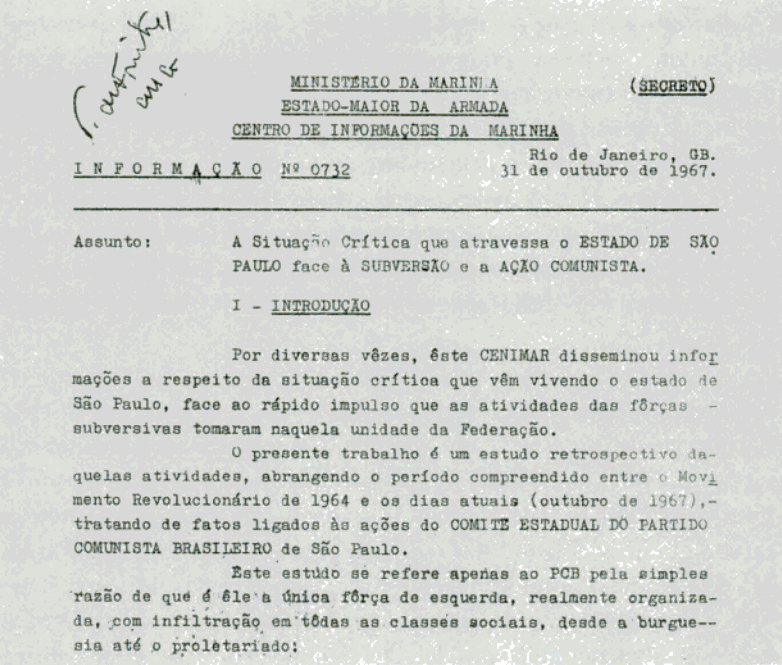
Trecho de informe do Cenimar sobre movimentos subversivos em São Paulo, 1967

O Cenimar, seus congêneres nas outras Forças, o Centro de Informações da Aeronáutica (Cisa) e Centro de Informações do Exército (CIE), e o Serviço Nacional de Informações (SNI) formavam a “comunidade de informações” da ditadura. Os serviços de inteligência das três Forças não só coletavam informações sobre os opositores da ditadura, como também os reprimiam fisicamente. A Comissão Nacional da Verdade aponta oficiais do Cenimar como responsáveis por casos de tortura em bases da Marinha, como a ilha das Flores, por onde passaram 200 presos políticos entre 1969 e 1971.
Militares das demais Forças tinham rivalidade e inveja com o Cenimar, considerado o órgão de informação militar mais eficiente. Isto provavelmente se deve à sua antiguidade, pois ele já tinha uma estrutura montada, com uma rede de informações e quadro profissional formado, antes de entrar na repressão política. Seus agentes infiltrados permitiam-no conhecer a organização, estrutura e doutrina das principais organizações de esquerda. Seu acervo de informações sobre o Partido Comunista era imenso. O Cenimar era também o serviço mais fechado, e revelava pouquíssimo sobre sua estrutura e pessoal.
Em 1991 o órgão passou à sua denominação e sigla atuais.